# ادگار مایر
ادگار مایر (انگلیسی: Edgar Meyer؛ زادهٔ ۲۴ نوامبر ۱۹۶۰) آهنگساز و موسیقی‌دان اهل ایالات متحده آمریکا است.